# Patyczak czerwonoskrzydły
Patyczak czerwonoskrzydły (Phaenopharos khaoyaiensis) – owad z rzędu straszyków. Popularny w terrarystyce.

## Pochodzenie
- Tajlandia

## Wymiary
- samice 14–15 cm

## Rozmnażanie
- partenogenetyczne. Nie stwierdzono występowania samców tego gatunku, czasem jednak występuje gynandromorfizm.